# Helicoconis (Helicoconis) lutea
Helicoconis (Helicoconis) lutea is een insect uit de familie van de dwerggaasvliegen (Coniopterygidae), die tot de orde netvleugeligen (Neuroptera) behoort. 
Helicoconis (Helicoconis) lutea is voor het eerst wetenschappelijk beschreven door Wallengren in 1871.